# ひとりにしてくれ

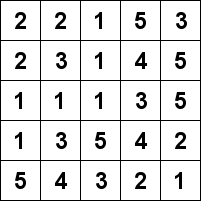
ひとりにしてくれの例題

ひとりにしてくれは、数字で埋められた盤面に黒マスを配置していくペンシルパズルの名称である。

## ルール
- 盤面に黒マスを配置して、各行・各列に同じ数字が残らないようにする。
- 黒マスは縦横に連続しない。また、黒マスで盤面が分断されてはいけない。

「ひとりにしてくれ」はこの2番目のルール（連黒分断禁と呼ばれる基本的な黒マスルール）をはじめて取り入れたパズルでもある。

## 解法
- 同じ数が3つ並んでいると、両側は黒マスになる。
- 同じ数が2つ並んでいると、片方が白マスになる。
＝同じ列にその数字はもう入らない。

これらを入口に、黒マスになるマス・白マスになるマスを決めていくことで解答が得られる。例題では上部の1の集まりがこれに当たる。
中級以上の問題になると、「どちらを黒マスにしてもこのマスは白マスになる」という議論を経る事や、「全体を分断する黒マスの並びを回避するための白マス」を探す事が多くなる。

## 歴史
ひとりにしてくれは、パズル通信ニコリ29号の「オモロパズルのできるまで」というコーナーでたけゆたかというペンネームの人物によって初めて発表され、33号よりコーナーから独立した。
作者によれば、数独と余計文字クロス（すべてのマスに文字が入った盤面に黒マスを入れクロスワードパズルの解答を作るパズル）を掛け合わせてできたパズルである。
発表後しばらくはしらみつぶし、あるいは単純仮定で埋める問題が多く、難易度も現在に比べて非常に高くなる傾向があったため、人気が伸び悩んだ。しかし、1998年頃からへやわけと同じくして盤面の分断禁止をテーマにした問題が主流となったため、サイズが大きい問題であっても難易度が上昇しすぎるということがなくなり、人気が上昇した。

## コンピュータゲーム
ハドソンより2007年3月8日にパズルシリーズVol.10として発売された。対応機種はニンテンドーDS。